# نوری‌یوکی تاکاتسوکا

نوری‌یوکی تاکاتسوکا (به ژاپنی: 高塚紀行) کشتی‌گیر کشور ژاپن است.
از افتخارات این کشتی‌گیر می‌توان کسب مدال برنز در بازی‌های آسیایی ۲۰۱۴ در وزن ۶۱ کیلو و مدال برنز در مسابقات قهرمانی کشتی جهان ۲۰۰۶ اشاره‌کرد.